# Dentimargo janae
Dentimargo janae is een slakkensoort uit de familie van de Marginellidae. De wetenschappelijke naam van de soort is voor het eerst geldig gepubliceerd in 2011 door T. Cossignani.